# Archetipo (filologia)
Il termine archetipo nella sua accezione tecnica filologica indica il più antico esemplare, distinto dall'originale, da cui discendono tutti i testimoni superstiti di un testo. Esso trova la sua principale applicazione, secondo il metodo di Lachmann (1850), nel campo della critica testuale. Nello stemma codicum viene indicato con x oppure ω.

## Il concetto moderno
Se di un'opera antica o medievale (ma anche di opere moderne, come nel caso di certe espressioni del teatro elisabettiano) si tramanda più di un testimone manoscritto (ma non si dispone dell'autografo, né di un suo equivalente), tramite la loro recensio il filologo mira non solo a ricercare i rapporti tra essi in modo da ricostruire quali siano copia l'uno dell'altro o quali siano copia di un comune antigrafo, ma cerca anche, se possibile, con un ulteriore esame, di risalire lungo il processo di copia anche degli antigrafi così ricostruiti fino a definire il testimone archetipico da cui tutti i testimoni esistenti derivano. Tale modello è dunque quasi sempre un esemplare perduto e non coincide con il cosiddetto "originale" (concetto, quest'ultimo, sfuggente ed equivoco per le letterature antiche).
Non è tuttavia sempre possibile ipotizzare l'esistenza di un archetipo: infatti, a rigore, si può parlare di un archetipo comune a tutta la tradizione manoscritta di un'opera, solo «quando tutti i codici che contengono l'opera presa in esame hanno in comune quanto meno un errore significativo, e più precisamente […] un errore congiuntivo».
La ricostruzione dell'albero genealogico delle copie di un testo (il cosiddetto stemma codicum) è operazione importantissima per legittimare l'importanza o l'autorevolezza delle lezioni scelte o delle congetture fatte dall'editore nella fase successiva (l'emendatio).
Il termine è già usato in Varrone e appare, in lettere greche, sia in Cicerone sia in Plinio il Giovane, ma per tutto il Medioevo conserva il significato di "originale", da cui sono derivati tutti gli altri, mentre per giungere a un avvicinamento al concetto moderno bisogna attendere Erasmo da Rotterdam nel 1533 e poi il filologo danese Johan Nicolai Madvig nel 1833.